# 찰리야 부탁해
《찰리야 부탁해》(영어: Good Luck Charlie 굿 럭 찰리[*])는 디즈니 채널에서 방송된 미국의 가족 시트콤이다.

## 등장인물

### 덩컨 가
테디 덩컨 (Teddy R. Duncan, 배우-브리짓 멘들러)
작품의 주인공으로 찰리의 유일한 언니로 덩컨가의 둘째이자 장녀. 항상 긍정적이고 열심히 생활하려고 노력하는 찰리의 언니.
PJ 덩컨 (Paul James "PJ" Duncan, 배우-제이슨 돌리)
덩컨 가의 첫째로 장남이다. 뭔가 모자른듯 하지만, 사랑 많고 덤벙대는 테디의 큰오빠.
게이브 덩컨 (Gabriel B. "Gabe" Duncan, 배우-브래들리 스티븐 페리)
덩컨 가의 셋째로 차남이다. 장난치는 거 좋아하고 가끔씩 문제를 일으키지만 가족을 사랑하는 찰리의 오빠.
찰리 덩컨 (Charlotte "Charlie" Duncan, 배우- 미아 탈레리코)
덩컨 가의 넷째로 막내이다. 언제나 행복한 덩컨 가족의 행복전도사!
에이미 덩컨 (Amy B. Duncan, 배우-리앨린 베이커)
덩컨가 4남매의 엄마. 간호사 출신에 여전히 하고 싶은 거 많은 사랑스러운 엄마.
밥 덩컨 (Robert "Bob" Duncan, 배우-에릭 알란 크레이머)
덩컨가 4남매의 아빠. '해충 밥과 함께 사라지다'를 운영하며 아내와 아이들을 사랑하는 멋진 아빠.

### 그 밖의 인물
아이비 웬츠 (Ivy Renee Wentz, 배우-레이븐 굿윈)
테디의 베스트 프렌드.
데브니 부인 (Mrs. Estelle Dabney, 배우-파트리시아 벨처)
던컨가 옆집에 사는 부인. 게이브와 앙숙이다.
스펜서 월시 (Spencer Walsh, 배우-셰인 하퍼)
테디의 전 남친.
에밋 (Emmett, 배우- )
PJ의 베스트 프랜드이자 테디를 좋아한다.
스카일러 (Skyler, 배우-사만다 보스카리노 )
테디의 친구이자 PJ의 여자친구.